# Bengt Kostenius
Bengt August Kostenius, född 13 december 1945 i Kardis i Pajala församling, Norrbottens län, är en svensk (tornedalsk) författare, bosatt i Sävast, Boden.

## Författarskap
Bengt Kostenius skriver romaner, noveller, dramatik och sånger på meänkieli och svenska. Han debuterade 1986. 
År 1995 vann Bengt Kostenius pris i en pjästävling utlyst av Tornedalsteatern som året därpå spelade pjäsen Hurstipiili tullee. En bok med samma namn baserades sedan på pjäsen. Enligt juryn når Kostenius: "en sällsynt hög litterär kvalitet med" en "varm och insiktsfull pjäs som berättar om kärleken till livet, respekt för den lilla människan och den utanförståendes ödmjukhet och storhet."
Efter mottagandet 2007 av Bengt Pohjanens minoritetspris kom romanen Kuolema karhunpesässä!, en skröna skriven på ett  meänkieli. Den handlar om en man som blir övergiven av sin fru och bestämmer sig för att krypa in i ett björnide, där tid och rum upplöses så att han kan träffa sin morfar och sig själv i olika åldrar. Kostenius översatte boken och debuterade på svenska med Döden sover...
För en romankonst som bidragit till utvecklingen av meänkieli till skriftspråk, för en berättarkonst som likt en rokkafågel lyfter stora ämnen, och för en äkta tornedalsk berättarglädje–Juryns motivering för Bengt Pohjanens litteraturpris 2007
År 2016 tonsattes Kostenius sångtext Juuret av Yaiya som även jojkar och sjunger tillsammans med Orlando Siekas.
År 2018 tilldelades Bengt Kostenius Kexi-priset till den äldst bevarade meänkieli-författaren, Antti Keksis ära, med motiveringen: 
Bengt Kostenius har med sin roman Aysyyrialehmän päivä stigit fram som en av de första författarna på meänkieli i modern tid, i Kexis fotspår. Hurstipiili tullee och Kuolema karhuunpesässä är verk av en skicklig ordsmed
År 2019 översatte Bengt Kostenius boken Fancy Mittens Markkinavanthuita av Erika Nordvall Falck, till meänkieli, och samma år utgavs psalmboken Virsiä meänkielelä/Psalmer på meänkieli, där Kostenius översatt flertalet psalmer från svenska till meänkieli.
Bengt Kostenius arbetar med översättning och ger tillsammans med Meänmaa språkråd ut trespråkiga ordböcker. Del 1–3 publicerades under åren 2011–2016. Flera av språkrådets aktiva medlemmar gick ur tiden och Kostenius kom därför att redigera den fjärde ordboken ensam. Den kom ut 2022 och innehåller ord med begynnelsebokstaven S på meänkieli. 

## Produktion

### Böcker
- 1986 – Aysyyrialehmän päivä (roman)
- 1997 – Hurstipiili tullee (roman) ISBN 9789187410208
- 2008 – Kuolema karhuunpesässä! (roman) ISBN 9789189144453
- 2009 – Döden sover... (roman) ISBN 9789197672528

### Medverkan i övriga böcker
- 2007 – Den tornedalsfinska litteraturen från Kexi till Liksom (facklitteratur) ISBN 9789188843258
- 2011 – Meänkielen iso sanakirja A-K (storordbok för meänkieli) ISBN 9789187899829
- 2013 – Meänkielen iso sanakirja L-N (storordbok för meänkieli) ISBN 9789189144880
- 2016 – Meänkielen iso sanakirja O-R (storordbok för meänkieli) ISBN 9789187899232
- 2019 – Fancy Mittens Markkinavanthuita ISBN 9789188615220 (översättning av Marknadsvantar av Erika Nordvall Falck)
- 2019 – Virsiä meänkielelä / Psalmer på meänkieli
- 2021 – Herden ute i vall ISBN 9789525179842 (översättning av Paimenessa, 2014 av Tuula Määttä)
- 2022 – Meänkielen iso sanakirja S (storordbok för meänkieli) ISBN 9789189466104

### Dramatik
- 1996 – Hurstipiili tullee (teaterpjäs)

### Musik
- 2016 – Juuret (med Yaiya)